# Dublin (contea di Bucks)
Dublin  è un comune (borough) degli Stati Uniti d'America, nella contea di Bucks nello Stato della Pennsylvania. Secondo il censimento del 2010 la popolazione è di 2.158 abitanti.

## Società

### Evoluzione demografica
La composizione etnica vede una maggioranza di quella bianca (90,5%), seguita dagli asiatici (2,0%) dati del 2000.
| borough di Dublin Popolazione |       |
| 2000                          | 2.083 |
| 2010                          | 2.158 |